# Протогеров, Александр
Александр Николов Протогеров (28 февраля 1867, Охрид, Македония, Османская империя — 7 июля 1928, София, Болгария) — болгарский генерал, революционер в Македонии, руководитель ВМОРО.

## Биография

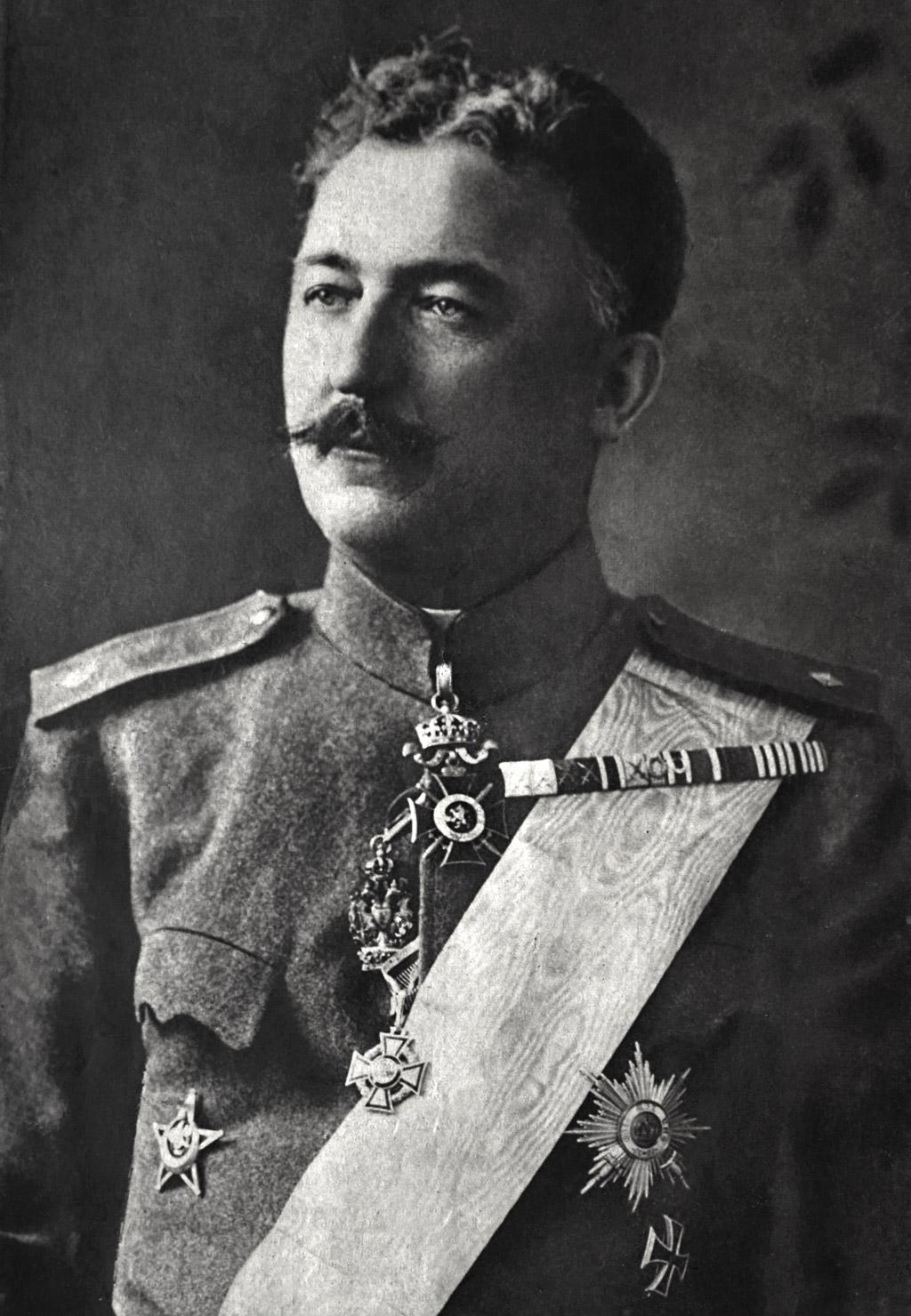
В парадной униформе

Родился 28 февраля 1867 года в Охриде.
Учился в военном училище в Софии, будучи юнкером, участвовал добровольцем в Сербско-Болгарской войне 1885—1886 гг. В 1887 году окончил военное училище. Начал службу в пехоте. 18 мая 1890 года произведён в поручики, 2 августа 1894 года — капитан в должности адъютанта в Первой бригаде 5-й пехотной дунайской дивизии. Служил в Русе, где руководил офицерским товариществом и был помощником в местном македонско-одринском содружестве.
Стал членом Верховного македонско-одринского комитета (ВМОК). В 1902 году состоялось Горноджумайское восстание. Во время Балканской войны 1912—1913 помощник начальника Македонско-одринского ополчения.
Был убит политическими противниками из собственной организации ВМРО.